# 贞观政要
《貞觀政要》是一部政論性的歷史文獻，為唐代史學家吳兢所撰，共有十卷，分四十篇。
在四庫全書之中為史部雜史類。
《貞觀政要》一書以君臣對答的方式，分類編撰貞觀年間唐太宗和身邊大臣魏徵、王珪、房玄齡、杜如晦、虞世南、褚遂良、溫彥博、劉洎、馬周、戴冑、孔穎達、岑文本、姚思廉等四十五人的政論，方便後人參考前人經驗，以古為鏡，擇善而從。 
可能因为与作者吳兢同为谏臣的缘故，魏徵在书中的地位重要。吳兢完成此书之后曾经上呈给当时的皇帝唐玄宗，不料非但没有得到赞赏，反而因此而被贬官。

## 目錄
有唐良相曰侍中安陽公、中書令河東公，以時逢聖明，位居宰輔，寅亮帝道，弼諧王政，恐一物之乖所，慮四維之不張，每克己勵精，緬懷故實，未嘗有乏。太宗時政化，良足可觀，振古而來，未之有也。至於垂世立教之美，典謨諫奏之詞，可以弘闡大猷，增崇至道者，爰命不才，備加甄錄，體制大略，咸發成規。於是綴集所聞，參詳舊史，撮其指要，舉其宏綱，詞兼質文，義在懲勸，人倫之紀備矣，軍國之政存焉。凡一帙一十卷，合四十篇，名曰《貞觀政要》。庶乎有國有家者克遵前軌，擇善而從，則可久之業益彰矣，可大之功尤著矣，豈必祖述堯、舜，憲章文、武而已哉！其篇目次第列之於左。
- 卷一：君道第一、政體第二
- 卷二：任賢第三、求諫第四、納諫第五、直諫（附）
- 卷三：君臣鉴戒第六、擇官第七、封建第八
- 卷四：太子諸王定分第九、尊敬師傅第十、教戒太子諸王第十一、規諫太子第十二
- 卷五：仁義第十三、论忠義第十四、孝友第十五、公平第十六、誠信第十七
- 卷六：儉約第十八、謙讓第十九、仁惻第二十、慎所好第二十一、慎言语第二十二、杜谗邪第二十三、悔过第二十四、奢纵第二十五、贪鄙第二十六
- 卷七：崇儒学第二十七、文史第二十八、礼乐第二十九
- 卷八：务农第三十、刑法第三十一、赦令第三十二、贡赋第三十三、辩兴亡第三十四
- 卷九：征伐第三十五、安邊第三十六
- 卷十：行幸第三十七、畋猎第三十八、灾祥第三十九、慎终第四十

## 传播
元朝时期，元仁宗爱育黎拔力八达曾下诏下令将《贞观政要》、《帝範》、《资治通鉴》和儒家经典《尚书》、《大学衍义》等书翻译成蒙古文并刊行天下，令蒙古人、色目人诵习。